# Giuseppe Sciuti
Giuseppe Sciuti  ou Giuseppe Sciuto (Zafferana Etnea, 26 février 1834 - Rome, 13 mars 1911) est un peintre italien  qui fut actif au XIXe  et au début du  XXe siècle.

## Biographie
Giuseppe Sciuti s'est formé dans les années 1850 auprès de Giuseppe Rapisardi et Giuseppe Gandolfo.
Il a commencé sa carrière comme décorateur chez des particuliers.
En 1863, il se rendit à Florence où il entra en contact avec les Macchiaioli et où il peignit La Veuve et l'Infidèle.
En 1867, il s'est installé à Naples  où il fait la connaissance de Domenico Morelli, peintre aux goûts romantiques, et Filippo Palizzi di Vasto, peintre vériste.
Giuseppe Sciuti s'attacha à la représentation de vedute, de scènes à base de thèmes classiques, historiques et scènes de genre ainsi que dans le portrait psychologique.
En 1875 il s'installa à Rome où il a réalisé des peintures avec des scènes grecques.
Giuseppe Sciuti a également réalisé des fresques dont une Vierge à l'Enfant, sous-titrée « Je suis la Lumière du monde » (1900) (Palazzo Provinciale à Sassari), et sur la voûte de la nef  de la cathédrale d'Acireale Dieu le Père, la religion et l'Annonciation (1905).

## Œuvres
- la Tentation (1867)
- Pindare, l'éloge d'un athlète, Brera, Milan.
- Les funérailles de Timoléon, 1874, huile sur toile, 149 x 298cm, Galerie d'art moderne de Palerme
- l'Arrivée des Carthaginois en Sicile (V. 1880), Grand Théâtre Bellini, Catane.
- Vierge à l'Enfant (1900), fresque, Palazzo Provinciale, Sassari
- Dieu le Père, la religion et l'Annonciation (1905), fresque, cathédrale d'Acireale.

Château d'Ursino, Catane.
- L’abbé Meli[1].
- La Femme trahie, (1863-1865)[2].
- La Veuve (1863-1866)
- l'Infidèle (1863-1866)

## Sources
- (it) Cet article est partiellement ou en totalité issu de l’article de Wikipédia en italien intitulé « Giuseppe Sciuti » (voir la liste des auteurs).